# Друга війна діадохів
Друга війна діадохів (319—315 рр. до н. е.) — це другий етап військових конфліктів між полководцями Александра Македонського, відомими як діадохи, які боролися за контроль над його величезною імперією після його смерті в 323 році до н. е. Ця війна була продовженням суперництва між діадохами, яке почалося після першого поділу імперії та першої війни діадохів.

## Передумови
Після завершення першої війни діадохів новий поділ імперії відбувся на Конференції в Трипарадісі у 321 році до н. е. Антипатр був призначений регентом імперії, а провінції були розподілені між діадохами. Попри це, напруженість між ними зберігалася, оскільки кожен з них прагнув розширити свої володіння та владу.
Ситуація загострилася після смерті Антипатра в 319 році до н. е. Він призначив Поліперхона своїм наступником на посаді регента, проте його син Кассандр не погодився з цим рішенням і розпочав боротьбу за контроль над Македонією та Грецією.

## Причини війни
Основною причиною другої війни діадохів стало суперництво за контроль над Македонією після смерті Антипатра. Поліперхон, як новий регент, намагався зберегти владу, проте зіткнувся зі спротивом Кассандра, який заручився підтримкою інших діадохів, зокрема Антигона Одноокого та Птолемея I.
Кассандр, Антигон і Птолемей об'єднали свої зусилля проти Поліперхона та його союзників, що й призвело до нового етапу війни.

## Хід війни
Конфлікти в Македонії та Греції
Кассандр, оскаржуючи регентство Поліперхона, розпочав бойові дії в Македонії та Греції. Поліперхон намагався заручитися підтримкою греків, видавши декрет про відновлення автономії грецьких полісів, сподіваючись отримати лояльність міст. Однак Кассандр отримав підтримку більшості македонської аристократії, що дозволило йому зміцнити свою владу в Македонії та Греції.

### Дії Антигона
Антигон Одноокий продовжував розширювати свої володіння в Азії. Він прагнув зміцнити свій контроль над Малою Азією та Сирією, змагаючись з іншими діадохами за вплив у регіоні. Антигон скористався війною між Поліперхоном і Кассандром, щоб зміцнити свої позиції.
Кампанії в Єгипті та Месопотамії
Птолемей I також активізував свої дії під час цієї війни. Він захопив важливі території в Сирії та Палестині, зміцнивши свою владу в Єгипті та прилеглих регіонах. Він також боровся з Поліперхоном за вплив у західних частинах імперії.
У Месопотамії та Східній Азії, діадохи, такі як Селевк, почали консолідувати свою владу, хоча основні битви під час другої війни діадохів велися на заході імперії.

### Ослаблення Поліперхона
До 315 року до н. е. стало очевидно, що Поліперхон втрачає підтримку і не може ефективно протистояти коаліції Кассандра, Антигона та Птолемея. Кассандр поступово зміцнив свою владу в Македонії, тоді як Антигон і Птолемей розширювали свої володіння в Азії та Єгипті.

## Наслідки
Друга війна діадохів завершилася тимчасовою стабілізацією ситуації, однак жоден з діадохів не здобув вирішальної перемоги. Головним результатом війни стало зміцнення позицій Кассандра в Македонії, Антигона в Малій Азії та Птолемея в Єгипті.

### Основні наслідки
- Кассандр закріпив свою владу в Македонії та Греції, усунувши Поліперхона від влади.
- Антигон Одноокий став найвпливовішим діадохом на сході, контролюючи більшу частину Азії.
- Птолемей I утвердився як правитель Єгипту і розширив свої володіння на схід до Сирії.
- Війна також створила передумови для Третьої війни діадохів, яка вибухнула невдовзі після цього, оскільки напруга між головними діадохами знову посилилася через суперечності щодо поділу імперії.

## Учасники

### Основні діадохи
- Кассандр — син Антипатра, який оскаржував регентство Поліперхона і здобув контроль над Македонією та Грецією.
- Поліперхон — наступник Антипатра на посаді регента, який втратив владу через поразку у війні.
- Антигон I Одноокий — полководець, який контролював більшу частину Азії і зміцнив свої позиції під час війни.
- Птолемей I Сотер — правитель Єгипту, який розширив свої володіння під час війни.
- Селевк I Нікатор — колишній сатрап Вавилонії, який у цей період почав консолідувати свої сили на сході.